# 후지사토촌 (나가노현)
후지사토촌(富士里村)은 나가노현 가미미노치군에 있던 촌이다. 현재의 시나노정에 해당한다.

## 역사
- 1889년 4월 1일 - 정촌제 시행에 의해 3촌의 구역을 확장해 성립하였다.
- 1955년 7월 1일 - 가시와바라촌과 합병해 시나노촌이 성립하여 동일 후지사토촌은 폐지되었다.

## 참고문헌
- 角川日本地名大辞典 20 長野県